# ریدز لندینگ (مینه‌سوتا)
ریدز لندینگ (به انگلیسی: Reads Landing) یک منطقهٔ مسکونی در ایالات متحده آمریکا است که در ناحیه پپین واقع شده‌است. ریدز لندینگ ۱۶۴ نفر جمعیت دارد و ۲۱۶٫۱۱ متر بالاتر از سطح دریا واقع شده‌است.